# Lepidocyclininae
Lepidocyclininae es una subfamilia de foraminíferos bentónicos de la familia Lepidocyclinidae, de la superfamilia Asterigerinoidea, del suborden Rotaliina y del orden Rotaliida. Su rango cronoestratigráfico abarca desde el Luteciense (Eoceno medio) hasta la Aquitaniense (Mioceno inferior).

## Clasificación
Lepidocyclininae incluye a los siguientes géneros:
- Astrolepidina
- Caudriella †
- Eulepidina †
- Lepidocyclina †
- Pseudolepidina †
- Trybliolepidina †

Otros géneros considerados en Lepidocyclininae son:
- Amphilepidina †, considerado subgénero de Lepidocyclina, Lepidocyclina (Amphilepidina), y aceptado como Nephrolepidina
- Cyclosiphon †, aceptado como Lepidocyclina
- Isolepidina †, considerado subgénero de Lepidocyclina, Lepidocyclina (Isolepidina), y aceptado como Lepidocyclina
- Margaritella †, sustituido por Caudriella
- Multicyclina †, considerado subgénero de Lepidocyclina, Lepidocyclina (Multicyclina)
- Multilepidina †, considerado subgénero de Lepidocyclina, Lepidocyclina (Multilepidina), y aceptado como Nephrolepidina
- Orbitoina †, aceptado como Pliolepidina
- Pliolepidina †, considerado subgénero de Lepidocyclina, Lepidocyclina (Pliolepidina)
- Pliorbitoina †, aceptado como Pliolepidina